# Ifu Ennada
Iheme Faith Uloma, más conocida en el ámbito artístico como Ifu Ennada es una actriz y diseñadora de moda nigeriana. En 2016 obtuvo una nominación en los Premios de la Academia del Cine Africano en la categoría de actriz revelación por su participación en el filme O-Town.

## Biografía
Ennada nació en el estado de Abia, pero se crio en Lagos. Estudió una carrera en sistemas en la Universidad Olabisi Onabanjo. Inició su carrera en el cine a mediados de la década de 2010, y en 2016 obtuvo una nominación como mejor actriz revelación en los Premios de la Academia del Cine Africano por su papel en el filme O-Town del director C. J. Obasi.
En una entrevista de 2018, la actriz confesó que dos años atrás había sido víctima de abuso sexual. Ese mismo año participó en el popular programa de telerrealidad Big Brother Naija.

## Filmografía seleccionada
- O-Town (2015) - Amara
- Hire a Woman (2019) - Jane
- The Lost Okoroshi (2019) - Sarafina
- Tinsel - Prisca
- Lonely Heart
- Mad About You

Fuente: